# Feriae latinae
Le Feriae Latinae erano una festività latina, divenuta poi romana, nata probabilmente prima della fondazione di Roma.

## Descrizione
Tradizionalmente la festa fu istituita in seguito alle vittorie di Tarquinio Prisco contro le città etrusche, a cui fu aggiunto un secondo giorno in occasione della fine della monarchia a Roma, e un terzo con la stipula del Foedus Cassianum tra Romani e Latini nel 493 a.C. .
Le Feriae Latinae, dedicate a Iuppiter Latiaris (Giove Laziale), cui veniva sacrificato un toro,, erano conceptivae, cioè avevano una data non fissa, ma mobile all'interno dell'anno, stabilita di volta in volta (generalmente in primavera). Quando la guida della Lega Latina divenne appannaggio di Roma, il compito di stabilire la data delle Feriae Latinae spettò ai consoli.
Come avveniva in occasione delle Olimpiadi tra gli Elleni, anche tra i popoli latini le guerre venivano sospese durante la celebrazione delle Feriae Latinae. Il sacrificio vero e proprio era preceduto da una processione, nella quale venivano portati agnelli, formaggi, latte ed altri cibi analoghi.
Al termine della processione Giove veniva onorato con il sacrificio di un toro candido, le cui viscere venivano bruciate e le cui carni venivano divise tra i rappresentanti delle città che componevano la Lega Latina. Il termine delle celebrazioni veniva sancito dall'accensione di un grande falò sul Monte Cavo.